# Unter der Sonne der Toskana
Unter der Sonne der Toskana (Originaltitel: Under the Tuscan Sun) ist ein US-amerikanisch-italienischer Liebesfilm der Regisseurin Audrey Wells aus dem Jahr 2003. Der Film basiert auf der gleichnamigen Autobiografie von Frances Mayes. Deutschlandpremiere war am 15. April 2004.

## Handlung
Frances Mayes lebt als Schriftstellerin in San Francisco. Auf einer Party erfährt sie, dass ihr Ehemann sie betrogen hat. Sie lässt sich scheiden, was sie depressiv macht und eine Schreibblockade auslöst. Ihre beste Freundin Patti, eine Lesbe, ist schwanger und glaubt zudem, Frances würde sich von den Tiefschlägen nicht mehr erholen. Patti lädt Frances zu einer Reise in die Toskana ein, die sie selbst wegen ihrer Schwangerschaft nicht antreten kann. Zuerst ist Frances skeptisch, doch in ihrem einsamen Appartement findet Frances die Idee gut, alles für eine Weile hinter sich zu lassen.
In der Toskana angekommen liest Frances eine Anzeige über eine leerstehende Villa, Casa Bramasole. Auf einer Busrundreise muss der Bus anhalten, um eine Schafherde passieren zu lassen. Frances bemerkt, dass sie genau vor der Villa aus der Anzeige halten. Für Frances ist das ein Zeichen. Sie steigt aus dem Bus und versucht, die Villa zu kaufen, was ihr auch glückt. Sie stellt einige polnische Emigranten ein, die das Haus renovieren sollen. Mit den italienischen Nachbarn und auch mit den polnischen Arbeitern schließt sie Freundschaften, ebenso mit dem Makler der Villa und mit Katherine, einer exzentrischen blonden Dame.
Später nimmt Frances ihre Freundin Patti auf, die von ihrer Lebensgefährtin verlassen wurde. Eine Romanze mit dem Italiener Marcello scheitert indes, sodass Frances nicht mehr an ein Liebesglück glaubt. Doch bei einer Hochzeit, die sie für ein Pärchen in ihrer Villa ausrichtet, lernt sie einen amerikanischen Schriftsteller kennen. Der Film endet mit der Aussicht auf eine neue glückliche Liebe für Frances.

## Hintergrund
- Der Film ist die zweite Regiearbeit von Audrey Wells.
- Toningenieurin Kira Roessler war vor ihrem Einstieg in die Filmbranche Bassistin der US-Hardcoreband Black Flag.
- Das Filmbudget betrug 18 Millionen US-Dollar. Bis 2004 spielte der Film weltweit 60,2 Millionen US-Dollar ein.[3]
- Die polnischen Arbeiter sollten von polnischen Komparsen dargestellt werden, doch scheiterte dies an der Arbeitserlaubnis für die Darsteller, die die italienischen Behörden nicht ausstellen wollten.

## Kritiken
Der Film wurde von 62 % der bei Rotten Tomatoes erfassten Kritiker positiv beurteilt. In der Publikumsbewertung wurde eine Zustimmung von 78 % ermittelt.
Für den film-dienst war Unter der Sonne der Toskana ein „hölzern inszeniertes Liebesdrama, das mit Postkartenklischees und abgestandenen Lebensweisheiten hausiert. Die skizzenhaft entwickelten Charaktere lassen kein echtes Interesse an der Geschichte aufkommen.“ Die Fernsehzeitschrift Prisma nannte den Film „eine Schmalz-Story, in der die Courths-Mahler-Momente überwiegen“, und führte weiter aus: „Kitsch-as-Kitsch-can mit schönen Landschaftsbildern, schönen Menschen und verlogenen Problemen. Da nützt auch die akzeptable Leistung der Hauptdarstellerin wenig.“

## Auszeichnungen
Diane Lane war 2003 für den Satellite Award in der Kategorie Beste Hauptdarstellerin – Komödie/Musical und 2004 für den Golden Globe in der Kategorie Beste Hauptdarstellerin – Komödie oder Musical nominiert.
Der Film wurde 2004 für den Excellence in Production Design Award (Kategorie „Contemporary Film“) der Art Directors Guild und für den Make-Up Artists & Hair Stylists Guild Award (Kategorie „Best Contemporary Hair Styling“) der Make-Up Artists and Hair Stylists Guild nominiert. Zudem war er im selben Jahr für den GLAAD Media Award in der Kategorie „Outstanding Film – Wide Release“ nominiert.
Die Deutsche Film- und Medienbewertung (FBW) in Wiesbaden verlieh dem Film das Prädikat „wertvoll“.